# Vampire gegen Herakles
Vampire gegen Herakles (Originaltitel: Ercole al centro della terra) ist ein italienischer Sandalenfilm von Mario Bava aus dem Jahr 1961.

## Handlung
Die beiden Freunde Herakles und Theseus kehren nach vielen Abenteuern zurück ins Königreich Icalia, wo Herakles sich mit der schönen Deianira vermählen will. Doch diese wurde von einem bösen Zauberbann belegt, der nur durch einen seltenen Stein, der in der Unterwelt lauert, geheilt werden kann. Herakles und Theseus steigen also hinab in das Totenreich, wo Theseus sich auch noch zu allem Überfluss in die Lieblingstochter des Totengottes verliebt. Erst nach vielen Schikanen und Kämpfen können die beiden den Stein mitnehmen. Wieder daheim, stellen sie fest, wer hinter dem Zauberbann wirklich steckt: Deianiras Onkel Lykus, der in Wahrheit ein Vampir ist.

## Kritik
Lexikon des internationalen Films: Naiver Serienfilm, bildnerisch zwar etwas über dem Durchschnitt, insgesamt aber bietet sich die übliche Muskelschau, versetzt mit ein paar Gruselszenen.

„Ein Schundfilm, ohne Frage, aber einer, der mit ansteckender Wollust in der geballten Künstlichkeit von Pappmaché und knalligen Primärfarben schwelgt.“